# Paul von Heimburg (General, 1851)
Paul Friedrich August von Heimburg (* 18. März 1851 in Jever; † 21. April 1936 in Travemünde) war ein preußischer Generalmajor.

## Leben

### Herkunft
Paul war ein Sohn des oldenburgischen Oberamtmanns in Jever Emil von Heimburg (1807–1881) und dessen Ehefrau Helene, geborene Scheer (1813–1857).

### Militärkarriere
Heimburg besuchte das Mariengymnasium Jever und trat mit Beginn des Krieges gegen Frankreich am 23. Juli 1870 als Freiwilliger in das Ersatz-Bataillon des Oldenburgischen Infanterie-Regiments Nr. 91 der Preußischen Armee ein. Am 3. September 1870 wurde er zur mobilen 8. Kompanie des Regiments versetzt und nahm an den Belagerungen von Metz und Thionville, den Schlachten bei Beaume-la-Rolande und Le Mans sowie den Gefechten bei Ladon, Cravant, Chateau Serqueu, Montoire und St. Jean teil.
Nach dem Friedensschluss avancierte er bis Anfang März 1872 zum Sekondeleutnant, war von April bis September Adjutant des I. Bataillons und anschließend in gleicher Eigenschaft des Füsilier-Bataillons tätig. Am 2. April 1881 wurde er mit Wirkung zum 1. Mai 1881 als Erzieher beim Kadettenhaus nach Potsdam kommandiert und am 16. Juni 1881 unter Belassung in seinem Kommando als Premierleutnant à la suite seines Stammregiments gestellt. Am 13. März 1884 folgte mit Wirkung zum 1. April 1884 seine Kommandierung als Assistent am Kadettenhaus nach Kulm. Unter Entbindung von seinem Kommando wurde Heimburg am 22. März 1887 wieder in das Oldenburgische Infanterie-Regiment Nr. 91 einrangiert. Nach einer einjährigen Verwendung als Hauptmann und Kompaniechef im 1. Hannoverschen Infanterie-Regiment Nr. 74 kehrte Heimburg am 1. April 1890 als Kompaniechef in das Kadettenhaus nach Kulm zurück. Mit der Errichtung des Kadettenhauses in Karlsruhe wurde er am 16. Februar 1892 in die badische Residenzstadt versetzt. Von dort kam er am 27. Januar 1893 als Kompaniechef in das Infanterie-Regiment „von Borcke“ (4. Pommersches) Nr. 21 nach Thorn. Am 16. Februar 1897 erfolgte seine Versetzung in das 1. Hanseatische Infanterie-Regiment Nr. 75 nach Stade. Mit der Beförderung zum überzähligen Major wurde er am 10. September 1898 dem Regiment aggregiert und am 29. März 1900 als Kommandeur des II. Bataillons im Füsilier-Regiment „General-Feldmarschall Prinz Albrecht von Preußen“ (Hannoversches) Nr. 73 nach Hannover versetzt. Heimburg stieg am 22. April 1905 zum Oberstleutnant und Kommandeur des Kadettenhauses in Köslin auf. In dieser Eigenschaft erhielt er am 27. Januar 1908 den Charakter als Oberst, wurde am 4. August 1909 zur Disposition gestellt und zum Kommandeur des Landwehrbezirks Worms ernannt.
Nach der Mobilmachung anlässlich des Ersten Weltkriegs wurde Heimburg am 31. August 1914 zum stellvertretenden Kommandeur des Landwehrbezirks Karlsruhe ernannt und erhielt am 8. November 1914 das Kommando über das Reserve-Infanterie-Regiments Nr. 213. Er nahm an der Schlacht an der Yser sowie an den folgenden Stellungskämpfen teil. Ausgezeichnet mit dem Eisernen Kreuz II. Klasse wurde Heimburg am 27. Januar 1915 das Patent zu seinem Dienstgrad verliehen und er am 6. März 1915 zum Kommandanten des Kriegsgefangenenlagers in Worms ernannt. Am 20. September 1915 wurden diese Mobilmachungsbestimmungen aufgehoben und er zum Landsturminspekteur beim XVIII. Armee-Korps ernannt. Heimburg trat am 1. April 1916 in seine Friedensstellung als Kommandeur des Landwehrbezirks Worms zurück und wurde am 12. April 1918 unter Verleihung des Charakters als Generalmajor auf seinen Wunsch hin von dieser Stellung enthoben.
Er erlebte noch am 23. Juli 1920 sein 50-jähriges Dienstjubiläum und starb am 21. April 1936 in Travemünde.

### Familie
Heimburg heiratete am 29. Dezember 1885 in Hamburg Cornelia Schädtler (1861–1938). Das Paar hatte mehrere Kinder:
- Christa (1887–1990)
- Heino (1889–1945), deutscher Vizeadmiral ⚭ 1920 Gerda du Roveray (1900–1946)
- Erik (1892–1946), SS-Brigadeführer und Generalmajor der Polizei ⚭ 1929 Gesa Lutteroth (1902–1952)
- Ilse (1894–1984) ⚭ 1920 Robert Hildebrand, Herr auf Wussecken (1893–1953)
- Lothar (1895–1966) ⚭1. 1933 Esche von Henninges (1912–1991) geschieden 1949 ⚭2. 1949 Hildegard Stiebritz (1912–1972)
- Gisela (1898–1973)